# Godzięba
Godzięba [ɡɔˈd͡ʑemba] (en alemán: Oberwalde) es un pueblo ubicado en el distrito administrativo de Gmina Gniewkowo, dentro del Distrito de Inowrocław, Voivodato de Cuyavia y Pomerania, en el norte de Polonia central. Se encuentra aproximadamente a 4 kilómetros al noroeste de Gniewkowo, a 16 kilómetros al noreste de Inowrocław, a 22 kilómetros al suroeste de Toruń, y a 34 kilómetros al sureste de Bydgoszcz.